# 不速之客 (2002年電影)
《不速之客》（英語：One Hour Photo）是一部2002年的美國心理驚悚片，由麥克·路力克執導，羅賓·威廉斯等主演。電影描述一名照片沖印店職員很喜歡為一名顧客沖洗溫馨家庭照，不但漸漸把自己當作該家庭的一分子，更開始暗底裡潛進她家。

## 劇情
“這些快照店店員的工作，其實根本沒什麼成就感，但他們往往都過份的友善，好像隱瞞了些什麼...”導演馬克羅曼諾為這部片下的註解。
賽巴利西是「一小時快照」店的店員，平時替顧客沖洗相片的他，從不引人注目，但是妮娜約金注意到了。她對他嫣然一笑，並且把她與家人的快樂時光與他一同分享。認真工作的巴利希，看到了妮娜和丈夫威爾親暱的擁抱，見證了妮娜每段假期的美好，看著她的兒子傑克從強褓長成九歲的大男孩，感覺自己就像約金家的一份子。
巴利西比人們更在乎和重視他們的人生。如果有任何事情、任何人試圖破壞賽巴利希心目中的完美圖像，他會覺得被侵犯，就像他盡職地洗出最美的照片，手腳乾淨俐落的「賽叔叔」，什麼都能做到...
本片導演馬克羅曼諾是知名MTV導演，取材自70年代坎城金棕櫚名片《計程車司機》，融合MTV式精細構圖、大膽色調和獨特節奏敘事，本片於日舞影展曝光後佳評如潮，成為2002年杜維爾影展最大贏家，囊括所有觀眾票選獎，金獎得主羅賓威廉斯一反喜劇戲路，飾演快照店沖印員賽巴利西，這是他難得的反派演出，亦正亦邪的演出令人深刻。

## 主演
- 羅賓·威廉斯 飾 薛柏（Seymour Parrish）
- 康妮·尼爾森 飾 麗娜
- 邁克·瓦爾坦

## 外部連結
- 官方网站 （页面存档备份，存于）
- 互联网电影数据库（IMDb）上《不速之客》的资料（英文）
- 爛番茄上《不速之客》的資料（英文）
- 豆瓣电影上《不速之客》的資料 （简体中文）
- Metacritic上《不速之客》的資料（英文）
- Box Office Mojo上《不速之客》的資料（英文）